# 屋宜知宏
屋宜 知宏（やぎ ともひろ）は、日本の漫画家。デビュー以前は屋宜智博というペンネームを使っていた。

## 経歴
大学卒業後、就職せず「ニート」になっていたが2010年頃に漫画家を志す。
第81回（2011年上半期）手塚賞にて、「IRON CURTAIN」（屋宜智博名義）で準入選受賞。『少年ジャンプNEXT!』（集英社）2012 WINTERに掲載された受賞作のリミックス版「IRON CURTAIN」（以降、屋宜知宏名義）でデビュー。2012年、近藤信輔のアシスタントを務める。
『週刊少年ジャンプ』（集英社）2012年35号に、第8回ジャンプ金未来杯参加作として、「ゴブリンナイト」を掲載。この作品をもとに連載の構想を練る。「ゴブリンナイト」の外伝的な読切として『ジャンプVS』（集英社）に「アイアンナイト」を掲載。これらの読切をもとに、『週刊少年ジャンプ』2014年1号から18号まで「アイアンナイト」を初連載。
『少年ジャンプNEXT!』（集英社）2015 vol.3に「レッドスプライト」を掲載された後、『週刊少年ジャンプ』2016年39号から52号まで「レッドスプライト」を連載。
2024年に公開した「ヒトナー」は著名な漫画家にも絶賛された。

## 作品リスト
凡例
- 〈掲載誌〉WJ：週刊少年ジャンプ、NEXT!：少年ジャンプNEXT!、NEXT!!：少年ジャンプNEXT!!、VS：ジャンプVS（集英社）、J+：少年ジャンプ+

| タイトル         | 形式 | 掲載号               | 収録  | 備考                                    |
| ---------------- | ---- | -------------------- | ----- | --------------------------------------- |
| IRON CURTAIN     | 読切 | NEXT! 2012 WINTER    | I - 1 | 手塚賞佳作。デビュー作。37P             |
| ゴブリンナイト   | 読切 | WJ 2012年35号        | I - 2 | 金未来杯エントリー作。センターカラー47P |
| アイアンナイト   | 読切 | VS                   | I - 3 |                                         |
| アイアンナイト   | 連載 | WJ 2014年1号 - 18号  | I     |                                         |
| レッドスプライト | 読切 | NEXT! 2015 vol.3     | 2 - 2 | 読切巻頭カラー48P                       |
| レッドスプライト | 連載 | WJ 2016年39号 - 52号 | 2     |                                         |
| 忘レ物探偵       | 読切 | WJ 2018年51号        | 未    | センターカラー49P                       |
| 無智との遭遇     | 読切 | WJ 2021年16号        | 未    | 15P。ジャンプ・ショート・フロンティア   |
| ヒトナー         | 読切 | J+ 2024年2月15日     | 未    |                                         |

## 人物
近藤信輔も屋宜の性格について、食は細い（刺身は別）がヤル気・闘争心は強いと評している。

## 関連人物
師匠
- 近藤信輔 - 『烈!!!伊達先パイ』連載時代[2]
- 権平ひつじ

アシスタント仲間
- 長谷川智広 - 『烈!!!伊達先パイ』連載時代[2]。屋宜にとっては「デビュー以来ライバル」でもある[6]